# Janviéristes
Les « Janviéristes »,,, appelés parfois les « Décideurs », sont les généraux de l'armée algérienne (ANP) qui ont décidé, le 11 janvier 1992, d'interrompre le second tour,,,, prévu pour le 16 janvier. Ce second tour aurait permis une victoire écrasante du parti islamiste, le Front islamique du salut (FIS). Ce dernier a remporté 188 sièges au premier tour des élections législatives du 26 décembre 1991,. Une décision majeure qui sera suivie par une longue décennie noire marquée par des violences armées islamistes, frustrés de leur victoire, s’étant lancés dans des actions armées avec la constitution de maquis.

## Composition
Cet arrêt du processus électoral a été entrepris par une structure non officielle, le « conclave de l'armée ». Il réunissait secrètement au siège du commandement des forces terrestres à Aïn Naâdja, tous les officiers généraux et supérieurs de l'ANP. Autour du ministre de la Défense, il y avait une cinquantaine de personnes réunies, dont le chef d'état-major, le directeur du Département du Renseignement et de la Sécurité (DRS), le directeur du contre-espionnage, les directeurs centraux du ministère ainsi que les chefs des six régions militaires.
Parmi eux,,, :
- Mohamed Mediène, dit « Toufik » : Général et patron du DRS lors de l'interruption du processus électoral, en poste jusqu'en septembre 2015[11].
- Khaled Nezzar : Général-major et ministre de la Défense, il entre au Haut Comité d'État (HCE) en janvier 1992. Son retrait de la scène politique remonte à 1994.
- Larbi Belkheir : Général-major à la retraite et ministre de l'Intérieur en 1992, il deviendra ensuite directeur de cabinet du président Bouteflika après une traversée du désert. Il est décédé en janvier 2010.
- Abdelmalek Guenaizia : Général et chef d'état-major, il était aux avant-postes. Il était de 2005 à 2013 à présent ministre délégué à la Défense après quinze années passées en Suisse comme ambassadeur.
- Mohamed Lamari : Général Commandant des forces terrestres en janvier 1992, il est promu général-major et nommé chef d'état-major en 1993, puis général de corps d'armée. Il démissionne en 2004 et décède en février 2012.
- Mohammed Touati : Il était directeur au ministère de la Défense puis membre de la Commission du dialogue national. Général-major en retraite. Il a également été conseiller de Bouteflika pour les affaires sécuritaires.
- Banabbès Gheziel : Commandant de la Gendarmerie nationale, puis conseiller militaire de Bouteflika.
- Hacen Aït Abdesslam : Général-major chargé du département de la Fabrication militaire.

Le Monde cite aussi le général Ahmed Boustila.

## Action
Les chefs de l'armée invitèrent fermement les participants à signer un texte demandant la démission du président de la République Chadli Bendjedid« qui cherche par sa politique de compromission avec les islamistes à envoyer les officiers de l'ANP à la retraite. » et ils ont justifié le coup de force par les arguments suivants :
1. Le Front islamique du salut (FIS) veut s'emparer du pouvoir par la force.
2. Si le FIS arrivait au pouvoir, il ne respecterait ni la constitution, ni les lois et ruinerait le pays politiquement et économiquement.
3. Il y a nécessité d'assurer l'ordre et de rétablir l'autorité de l'État.
4. Il est urgent de promouvoir le décollage économique et de lutter contre le chômage.

L'armée est soutenue dans son action par les partis politiques laïques et démocrates. Les « janviéristes » ont acquis une « nouvelle légitimité » en s'autoproclamant « sauveurs de l'Algérie », en se posant au nom de la « défense de la démocratie » comme garants de la « laïcité » contre la menace de l'« intégrisme ». Aux yeux de la société comme l'opinion internationale, ils devenaient le « rempart face au fanatisme ». Le coup d’arrêt du processus électoral prend la forme d'un véritable coup d'État : dissolution de l'assemblée nationale, démission forcée du président Chadli Bendjedid le 12 janvier 1992, preuve de la fragilité de sa fonction (l'armée l'avait porté au sommet en 1979), arrestation de tous les principaux responsables islamistes et dissolution du Front islamique du salut (FIS),. L'armée fait appel en catastrophe à Mohamed Boudiaf pour diriger le pays, avec la création d'un Haut Comité d'État présidé par Mohamed Boudiaf (qui sera assassiné un peu plus de cinq mois après son investiture). Une longue période de terrorisme devait ensuite s'abattre sur l'Algérie et l'état d'urgence sera proclamé le 9 février 1992. L'armée et le DRS allaient désormais reprendre les choses en main.

## Réaction
Le coup de force militaire et le terrorisme des groupes islamistes armés ouvrent la plus grave crise de l'Algérie indépendante, qui fera basculer le pays dans une violence aveugle connue sous le nom de la « décennie noire » et qui a fait près de deux cent mille morts, des milliers de disparus, un million de personnes déplacées, des dizaines de milliers d'exilés et plus de vingt milliards de dollars de dégâts,.